# Daniel Eymery
Daniel Eymery, né le 12 février 1938 à Gap et mort le 4 août 2023 à Louveciennes, est un ingénieur français, diplômé des Arts & Métiers (ENSAM).
Il a notamment dirigé l'usine Peugeot de Poissy (aujourd'hui usine Stellantis de Poissy), dans un contexte social parfois tendu.

## Biographie
Daniel Eymery est né en 1938 à Gap. Il est ingénieur A&M de la promotion Ai.157 (Aix en Provence 1957). Après différentes affectations chez Peugeot, il est directeur de l'usine Peugeot de Dijon de 1977 à 1981. Il est ensuite nommé directeur du personnel puis directeur de l'usine Peugeot de Poissy, jusqu'à son départ en retraite, en 2002. En parallèle à ses activités de dirigeant, il crée et anime le club business Entreprises et Passions.
Il meurt le 4 août 2023 à Louveciennes.

## La grève de 1982 à l'usine Peugeot de Poissy
Se revendiquant « paternaliste », mais « réputé parmi les plus durs de l'équipe dirigeante de Talbot », il est l'un des acteurs de l'important conflit social qui survient en 1982 et 1983 à Poissy (anciennement SIMCA, Chrysler puis Talbot et Peugeot, devenu Stellantis).
Ce conflit donne lieur à de nombreux incidents. Le 3 juin 1982, les ouvriers grévistes et non grévistes s'affrontent dans l'un des bâtiments de l'usine. Lorsque les cadres entrent accompagnés d'ouvriers non grévistes, les écrous pleuvent. On dénombre 102 blessés dont plusieurs blessés graves. Daniel Eymery perd un œil,,. Bien que moins violentes par la suite, les relations sociales à l'usine Peugeot de Poissy restent parfois tendues. Leur évolution pendant la direction de Daniel Eymery jusqu'en 2002 fait l'objet d'un suivi régulier dans la presse,,.

## De 1982 à 2002, le développement du site Peugeot de Poissy
Pour développer le site PSA de Poissy (Peugeot SA devenu Stellantis), Daniel Eymery mise sur l'automatisation. À l'époque c'est une prise de risque importante. Cet axe de modernisation paie. Il rend le site attractif pour la production de véhicules des différentes marques du groupe (Citroen, Peugeot).

## Citation
« Je me suis aperçu au cours de mes stages de l'importance du savoir-faire humain. »

— Extrait du discours de départ à la retraite de Daniel Eymery en 2002

## Distinctions
- Chevalier de la Légion d'honneur[12]
- Officier de l'ordre national du Mérite
- Médaille d'argent de la société des ingénieurs Arts et Métiers[13]

## Hommages
Daniel Eymery apparait à plusieurs reprises dans « L’homme de Poissy ». Ce roman de Joseph Théhel, ancien maire communiste de Poissy et ancien salarié de l'usine, relate les mouvements sociaux de 1982 à l'usine automobile de Poissy. En voici un extrait :
« En un instant, l’atmosphère devient irrespirable, les pièces métalliques volent, des coups violents sont échangés. Eymery, blessé au visage, est évacué. La haine ou la peur éclate sur les visages »
Karl Olive, ancien député et maire UMP de Poissy participe aux obsèques de Daniel Eymery qui fut en quelque sorte son parrain après avoir employé son père à l’usine PSA de Poissy.